# Basilica di Fano
La basilica di Fano era un edificio della città romana Fanum Fortunae (oggi Fano), colonia fondata o ingrandita da Augusto, descritto dal trattatista latino Vitruvio nel V libro del De architectura. Oggi ne rimangono solo resti sotterranei di incerta identificazione.

## Storia
La sua importanza è dovuta in quanto unica opera attribuita a Marco Vitruvio Pollione, architetto e teorico vissuto nel I secolo a.C., autore del trattato De architectura, opera fondamentale divenuta il fondamento teorico dell'architettura occidentale, dal Rinascimento fino alla fine del XIX secolo.
Nei dieci libri dell'opera, dedicata ad Augusto, l'architetto Vitruvio parla di un solo progetto proprio: la basilica di Fanum Fortunae, descritta nel V libro, di cui nulla resta e la cui ubicazione è tuttora incerta, anche se sappiamo affacciarsi sul foro.
Il trattato vitruviano è giunto nel Medioevo sostanzialmente aniconico e con un testo corrotto, complicando le ricostruzioni dell'edificio che dal Rinascimento in poi sono state proposte. La basilica fanese, infatti, è oggetto di grande interesse tra i trattatisti, probabilmente per via della contiguità funzionale con gli edifici sacri cristiani.

## La descrizione vitruviana
Nel V libro del De architectura, dopo aver fornito ragguagli sui rapporti proporzionali di minima e di massima delle basiliche, ovvero 3:1 e 2:1 tra lunghezza e larghezza, Vitruvio propone la descrizione della basilica di Fano, modello più aggiornato e che vedeva il trattatista direttamente coinvolto come progettista e esecutore ("conlocavi curavique faciendam"). Come sottolineato nell'edizione a Vitruvio curata da Pierre Gros, la configurazione planimetrica fanese, un rettangolo tendente al quadrato avvicinabile alla basilica di Cosa, si discosta dai modelli precedenti pur essendo particolarmente documentato in età augustea. Inoltre, rispetto agli impianti “paradigmatici”, la basilica di Fano ospita funzioni nuove e più strettamente politiche. Vitruvio descrive un’abside ad arco di cerchio innestata sul lato lungo dell’edificio, opposta all’ingresso, che racchiude un tribunal, definito aedes Augusti. Con la descrizione del cosiddetto "tempio di Augusto", a Vitruvio va il merito di aver reso esplicita la funzione di abside e tribunale, evocatori della figura imperiale, e inoltre di aver diffuso configurazione e significati innovatori con tale impianto.

## Interpretazioni e ricostruzioni
Tra le più precoci restituzioni della basilica di Fano abbiamo quella di Fra Giocondo, curatore della prima edizione illustrata di Vitruvio nel 1511. La rappresentazione di Giocondo, a fronte di una dettagliata descrizione dell’alzato nel testo vitruviano, è limitata alla pianta: la basilica è rappresentata come un rettangolo avente lunghezza e larghezza in rapporto di 2:1, con peristasi esterna di 4 colonne sui lati corti, 8 nel lato lungo a nord e 6 in quello lungo a sud. Il lato lungo  avrebbe dovuto presentare un’apertura in corrispondenza della direttrice assiale della aedes Augusti, interpretata da Giocondo come un edificio distinto, ossia un vero e proprio tempio rettangolare con peristasi esterna di colonne sui quattro lati (figura "c" del foglio 46v). Il tribunale viene inoltre configurato su di un podio rialzato da due gradoni, contenuto all’interno di un’abside ad arco di cerchio, localizzata tuttavia entro il muro di fondo, nel lato corto della basilica, sebbene Vitruvio la descriva nel lato lungo. Lo spostamento del tribunale dal lato lungo al lato corto della basilica è probabilmente una scelta consapevole del frate, che nella didascalia alla xilografia, scrive  di non condividere l'impianto proposto dal trattatista latino.
Nei Commentari di Daniele Barbaro viene proposta una soluzione più vicina alla descrizione vitruviana, dotata di una peristasi centrale con rapporto di 1:2 tra lunghezza e larghezza, circondata da un portico di 20 piedi e con tribunale ad arco di cerchio inserito nel lato lungo e preceduto da un pronao.

## L'area archeologica
Di fronte alla Chiesa di Sant'Agostino un'edicola in muratura dà accesso alla scala che conduce all'antico complesso edilizio romano sul quale poggiano la chiesa e il convento. L'identificazione di questi resti, che sorgevano nel centro della città antica, resta ancora difficile ma si suppone possa trattarsi del Tempio della Fortuna o come tradizionalmente affermato, della Basilica di Vitruvio. I resti si articolano su un lungo muro a blocchetti di pietra intervallato da pilastri e finestre, piccole arcate disposte a ventaglio, una parete con abside, colonne e canalette di scolo.